# Chýnov
Chýnov – miasto w Czechach, w kraju południowoczeskim. Według danych z 31 grudnia 2003 powierzchnia miasta wynosiła 3051 ha, a liczba jego mieszkańców 2121 osób. Z Chýnova pochodzi rzeźbiarz František Bílek.

## Demografia
| Rok             | 1970 | 1980 | 1991 | 2001 | 2003 |
| --------------- | ---- | ---- | ---- | ---- | ---- |
| Liczba ludności | 2013 | 2054 | 2035 | 2070 | 2121 |

Źródło: Czeski Urząd Statystyczny

## Atrakcje turystyczne
- Obszar chronionego krajobrazu Turovecký les
- Kozí Hrádek (ruiny gotyckiego zamku)
- Jaskinia Chynowska (Chýnovská jeskyně)
- Kościół Najświętszej Trójcy

## Dzielnice
- Dobronice u Chýnova
- Chýnov
- Kloužovice
- Velmovice
- Záhostice